# Ракетни крайцери тип „Вирджиния“
Вирджиния (на английски: Virginia) са серия атомни ракетни крайцери на ВМС на САЩ. Всичко от проекта са построени 4 единици: „Вирджиния“ (на английски: USS Virginia (CGN-38)), „Тексас“ (на английски: USS Texas (CGN-39)), „Мисисипи“ (на английски: USS Mississippi (CGN-40))) и „Арканзас“ (на английски: USS Arkansas (CGN-41)). Това са последните представители на този клас кораби във ВМС на САЩ. Явяват се развитие на крайцерите от типа „Калифорния“.
Всички кораби от този тип са извадени от състава на флота в периода 1994 – 1998 г. във връзка с високата стойност и трудоемкост в обслужването на атомните силови установки.

## История на създаването
Появата на първите атомни крайцери в САЩ, в началото на 1960-те години, е предизвикано от необходимостта да се осигури адекватен ескорт на едва що влезлия в строй атомен самолетоносач USS Enterprise (CVN-65) („Ентърпрайз“) и другите планирани за построяване атомни самолетоносачи. Благодарение на атомната си силова установка тези кораби обладават практически неограничен запас на хода, по всичко останало това са традиционните кораби от авионосния ескорт, призвани да осигуряват противолодъчната и противовъздушната отбрани на съединенията кораби, а също при необходимост да поддържат десантните операции. Впоследствие функциите и състава на въоръженията на тези кораби се разширяват, обаче въпреки това не излизат извън рамките на традиционните за неядрените ракетни крайцери и разрушители.
Крайцерите от типа „Вирджиния“ стават завършителен етап в развитието на този клас американски кораби. Конструирани на основата на своите предшественици, крайцерите от типа „Калифорния“, това в определен смисъл са експериментални кораби, на които се отработват елементи на концепции и технологии на два етапни за американския флот от 1960-те години програми. Първата програма, с название DX/DXG, предвижда изработката на концепциите за новите кораби на ВМФ на САЩ на основа опита, получен през 1950-те и началото на 1960-те години при построяването на ракетни фрегати. Втората програма, с название ASMS (Advanced Surface Missile System), поставя за своя цел разработката на нова автоматизирана бойна система за ракетните кораби и днес е широко известна с названието „Аеджис“.

## Особености на конструкцията
Основните различия на крайцерите от типа „Вирджиния“, спрямо прототипа, стават новите пускови установки Mk26 и зенитните ракети (ЗУР) „Стандарт“ SM-1 (Standard missile), разработени в рамките на програмата ASMS, а също появата в подпалубен хангар на вертолет със системата LAMPS.

### Корпус
Корабът има стоманен неброниран гладкопалубен корпус, разделен по дължина на водонепроницаеми отсеци, с висок надводен борд в носовата и средната части. Надстройката, от алуминиеви сплави, е силно развита по дължина и ширина.
Предприети са специални мерки за осигуряване на действието в различни климатични зони (системи за климатизиране на въздуха) и борбата за живучест в условията на използването от противника на средства масово поразяване (липсват илюминатори, има автоматични капаци на въздуховодите, дистанционно затваряне на люковете и вратите, система за водна завеса, вътрешни проходи в надстройката).
Като цяло крайцерите от типа „Вирджиния“ са с 6 м по-къси и с 1 м по-широки от своя предшественик, водоизместимостта им се увеличава с 200 т. Газенето остава практически без промяна, но се увеличава диферента към кърмата, вследствие на което котвеното устройство е разположено по-напред и едновременно е увеличен развалът на бордовете в носовата част, за да не се закачва с котвата хидроакустичната станция AN/SQS-53A, разположена в була.

### Пускова установка Mk26
Използването на новата пускова установка Mk26 и ракетите „Стандарт“ SM-1 осигурява на крайцерите от типа „Вирджиния“ добро време за реакция, висока вероятност за поразяване на целите и ефективна стрелба в условията на електронно противодействие.
Пусковата установка представлява двурелсова конструкция, разчетена за изстрелване на зенитните ракети от ново поколение „Стандарт“ SM1-MR и широко разпространените в САЩ и други страни противолодъчни ракетоторпеда ASROC. Впоследствие унификация е направена и за зенитните ракети SM2-MR. Еднорелсовата ПУ Mk13 на крайцерите от типа „Калифорния“ няма такава унификация, ракетите АСРОК се изстрелват, при тях, чрез отделна ПУ от контейнерен тип.
Друго преимущество на пусковата установка Mk26, в сравнение с предишната, е модулната ѝ конструкция (включваща отделение за 34 ракети), която позволява изцяло да се монтира/демонтира установката с помощта на подемен кран. Монтираната по този начин установка е напълно работоспособна след включването ѝ към електрическата мрежа.
За повишаване на надеждността, в състава на ПУ Mk26, е включена апаратура за диагностика и откриване на неизправности, а също и устройство за изхвърляне зад борда на неизправната ракета.
Първоначално е планирано да се използват пусковите установки Mk26 в състава на системата ASMS, но поради забавяне на изпълнението на проекта, установките се управляват от две системи за управление „Тартар D“.
Унификацията на пусковата установка Mk26 към различни типове боеприпаси позволява да се изключи отделната пускова установка за противолодъчните ракети ASROC и така да се намали дължината на кораба с повече от 3 м.

### Вертолет със системата LAMPS
Вертолетът SH-2 „Сий Спрайт“, със системата LAMPS, е разположен на кърмата в подпалубен хангар, аналогично като при крайцерите от типа CA-68 „Балтимор“. Площадката за кацане едновременно изпълнява функцията на платформа на подемника. Намиращият се в хангара вертолет се покрива отгоре с подвижни заслони. С времето тази конструкция е оценена като неудачна, тъй като пантите пропускат попадналата на палубата морска вода. През 1980-те г. хангарите са демонтирани, и тяхното място е заето от контейнерни пускови установки за ракети „Томахоук“. Планира се и замяната им с установки за вертикално изстрелване на ракети, но тези планове не са реализирани.

## Класификация
До 30 юни 1975 г. в американския флот действа класификация от времената на артилерийските кораби, където главни класифициращи признаци са водоизместимостта и калибърът на оръдията. Пуснатите от 1960-те години ракетни кораби, специално построени като такива, лошо се вписват в тази класификация. Например, атомните кораби от типа „Вирджиния“ с тяхната водоизместимост, надвишаваща 10 000 т, попадат в категорията на тежките крайцери, обаче по калибъра на артилерийските им установки (2 х 127 мм) само с много големи условности могат да се считат за разрушители. По тази причина болшинството ракетни кораби са зачислени в отдавна неизползваният клас на лидерите, където по времето на Втората световна война се числят големите разрушители, едновременно изпълняващи и функциите на бази за разрушители. За ракетните кораби се създават специалните подкласове „ракетен лидер“ (Guided Missile Destroyer Leader, DLG) и „атомен ракетен лидер“ (Nuclear-Powered Guided Missile Destroyer Leader, DLGN). 

С времето към тези названия се появява отначало паралелният, а след това и вече официален термин „фрегата“. Така първите три кораба от типа „Вирджиния“ са заложени като атомни ракетни лидери или атомни ракетни фрегати DLGN 38 – 40. През 1975 г., с влизането в сила на новата класификация, всички фрегати (с изключение на фрегатите от типа „Кунц“) стават ракетни и атомни ракетни крайцери. Фрегатите от типа „Вирджиния“ са прекласифицирани на CGN 38 – 40, а четвъртият кораб от серията, заложен през 1977 г., изначално е класифициран като CGN-41.

## Представители на проекта
| №  | Название                 | Корабостроителница | Поръчан        | Заложен        | Спуснат на вода | В строй от | Отписан от флота | Утилизиран           |
| -- | ------------------------ | ------------------ | -------------- | -------------- | --------------- | ---------- | ---------------- | -------------------- |
| 1. | USS Virginia (CGN-38)    | Newport News       | 21.12.1971     | 19.08.1972     | 14.12.1974      | 11.09.1976 | 10.11.1994       | 10.1999 – 25.09.2002 |
| 2. | USS Texas (CGN-39)       | Newport News       | 21.12.1971     | 18.08.1973     | 09.08.1975      | 10.09.1977 | 16.07.1993       | 10.1999 – 30.10.2001 |
| 3. | USS Mississippi (CGN-40) | Newport News       | 21 януари 1972 | 22.02.1975     | 31.07.1976      | 05.08.1978 | 28.07.1997       | 10.2004 – 10.2006    |
| 4. | USS Arkansas (CGN-41)    | Newport News       | 31 януари 1975 | 17 януари 1977 | 21.10.1978      | 18.10.1980 | 07.07.1998       | 10.1997 – 01.11.1999 |
| 5. | CGN-42                   | Newport News       |                |                |                 |            |                  | Не е залаган         |

Най-големи подизпълнители:
- Атомна силова установка – General Electric, Nuclear Div., Сан Хосе, Калифорния; и Национални лаборатории на Министерство на енергетиката на САЩ;
- Корабен зенитно-ракетен комплекс RIM-24 Tartar – Raytheon Co., Уейленд, Масачузетс;
- Универсална пускова установка Mk 26 – FMC Corp., Northern Ordnance, Inc., Минеаполис, Минесота;
- Радиолокационна станция AN/SPS-48 – ITT Gilfillan, Inc., Ван Найс, Калифорния;
- Хидролокатор AN/SQS-26CX – General Electric, Heavy Military Electronic Equipment Dept., Electronics Park, Сиракюз, Ню Йорк;
- Система за управление на въоръжението на кораба (Mk 86 GFCS) – Lockheed Missiles & Space Co., Сънивейл, Калифорния.

## Модернизации
В края на 1970-те и през 1980-те години ракетните кораби на ВМФ на САЩ се подлагат на ред модернизации, свързани с новите задачи на флота и развитието при потенциалния противник на нови видове морски въоръжения.
Към началото на 1980-те главна заплаха за бойните кораби стават малогабаритните скоростни нисколетящи противокорабни ракети. Широкото признаване на този факт става след англо-аржентинската война от 1982 г., макар Съветския съюз активно да развива противокорабното ракетно оръжие от 1950-те г., а първото му бойно използване да се относя към 1967 г., когато на 20 октомври със съветската ракета П-15 е потопен израелският разрушител „Ейлат“.
За противодействие на противокорабните ракети са предприети редица мерки, преди всичко в посока усилване на средствата на ПВО за самоотбрана. В резултат болшинството кораби са въоръжени с 20-мм артилерийска система „Фаланкс“ с вградена автономна РЛС и скорострелно револверно оръдие. Модернизации има и на генераторите за смущения – пусковите установки за пасивни отражатели SRBOC и системата за радиоелектронна борба SLQ-32.
По същото време се наблюдава стремеж в ръководството на ВМФ на САЩ да придаде на специализираните ескортни кораби определена универсалност и да се увеличи тяхната бойна устойчивост. За това се предполага да се снабдят корабите със средства за борба с надводните кораби на противника, а също (съгласно концепцията за „ударния кораб“) да им се даде възможност да нанасят ракетни удари по брегови цели. Първата задачу се опитват да решат чрез масовото внедряване на евтините дозвукови противокорабни ракети „Харпун“, а втората – чрез снабдяването на корабите с крилати ракети с морско базиране „Томахоук“. На крайцерите от типа „Вирджиния“ две четириконтейнерни ПУ за ракетите „Харпун“ са поставени в края на 1970-те години.
Последващото усилване на средствата за ПВО е свързано с внедряването на програмата „Нова заплаха“ (New Threat Upgrade, NTU), която позволява на корабите, нямащи системата „Aеджис“, да изстрелват зенитните ракети SM-2 с далечина на стрелбата 100 мили. Заедно с новата ракета корабите получават по-съвършено оборудване за откриване на целите и насочването на ракетите. Програмируемият по радиоканал автопилот, поставен на ракетите SM-2, позволява да се минимизира участието на кораба в управлението на ракетата на участъка на приближаване към целта, а радарите за подсветка на целите (както и в системата „Aеджис“) влизат в действие само за няколко секунди преди срещата на ракетата с целта, което значително увеличава броя на едновременно насочваните ракети.
Превъоръжението на крайцерите от типа „Вирджинии“ по програмата NTU започва през 1984 г. В кърмовата част на корабите, на мястото на демонтирания вертолетен хангар, са поместени две бронирани пускови установки контейнерен тип за 4 ракети „Томахоук“ във всяка. Също са поставени 2 артилерийски комплекса за самоотбрана „Фаланкс“ и новите обзорни локатори AN/SPS-49, проведена е адаптация на пусковите установки и електрониката за стрелба със зенитните ракети SM2-MR.

## Съдба на проекта
Въпросът за последващата съдба на атомните крайцери на САЩ остро излиза на дневен ред в началото на 1990-те години, когато крайцерите от типа „Вирджиния“ се приближават към средата на своя срок на служба и подлежат на комплексна реконструкция с презареждане на активната зона на ядрените реактори. Планът за модернизация, която трябва да започне през 1994 финансова година, включва поставянето на радарите SPY-1B на системата „Аеджис“, а също и замяната на пусковата установка Mk26 с УВП Mk41 с вместимост 64 клетки, добре представяща се на крайцерите от типа „Тикондерога“.
Обаче разчетната стойност на работите надхвърля половината стойност на нов крайцер, в резултат на което възниква дискусия за целесъобразността от последващото използване на атомните крайцери във ВМФ на САЩ.
Отбелязва се, че годишните експлоатационни разходи за атомните крайцери значително превишават разходите за крайцерите от типа „Тикондерога“ и разрушителите от типа „Арли Бърк“ (40, 28 и 20 млн. долара съответно), обаче по бойни възможности, даже след модернизацията, крайцерите от типа „Вирджиния“ ще отстъпват на новите кораби.
В резултат на това, в периода 1993 – 1998 г., всички четири кораба от серията са извадени от състава на флота, а след това са утилизирани в корабостроителницата „Пюджет Саунд“ (Puget Sound) в Бремъртън (щата Вашингтон).

## Коментари
1. ↑  Всички данни са към момента на влизане в строй, привеждат се по справочника на Conway.
2. ↑  Буквите показват принадлежността към определен класː ВВ – линкор, СС, CL, СА – съответно линеен, лек или тежък крайцер, CV – самолетоносач, DD – разрушител, SS – подводница и т.н.
3. ↑  Датите по жизнения цикъл на корабите се привеждат според Военноморския регистър на САЩ: U.S. Naval Vessel Register Архив на оригинала от 2017-12-08 в Wayback Machine..
4. ↑  Петият кораб, който трябва да носи системата „Аеджис“, е отменен от икономически съображения и по причина появата на новата концепция за „ударен крайцер“ (CSGN).